# مقامات الحريري

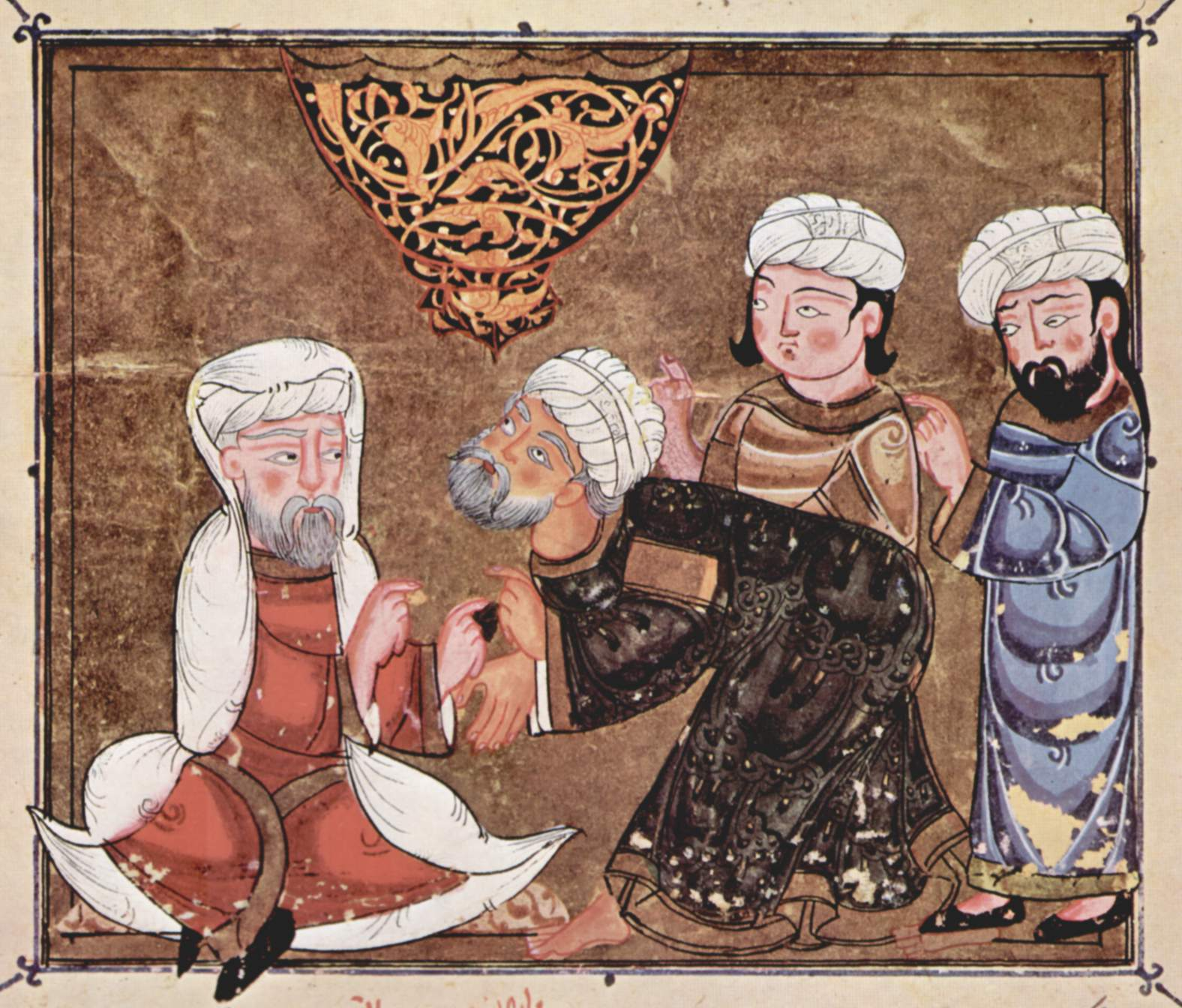
أبو زيد يشكو إلى قاضي المعرة صديقاً نكح جاريته، ولم يعطه سوى عبداً أقل قدراً منها. المقامة الثامنة من مقامات الحريري. من نسخة عام 1237م ، وصورها يحيى بن محمود الواسطي. الرسم يوجد في المكتبة الوطنية النمساوية ، فيينا.

مَقَامَاتُ الْحَرِيرِيِّ هي مقامات أدبية ألفها محمد الحريري البصري (446هـ/1054م - 6 رجب 516 هـ/11 سبتمبر 1122م) وهي من أشهر المقامات التي تنتمي إلى فن من فنون الكتابة العربية الذي ابتكره بديع الزمان الهمذانيّ، وهو نوع من القصص القصيرة تحفل بالحركة التمثيلية، ويدور الحوار فيها بين شخصين، ويلتزم مؤلفها بالصنعة الأدبية التي تعتمد على السجع والبديع.

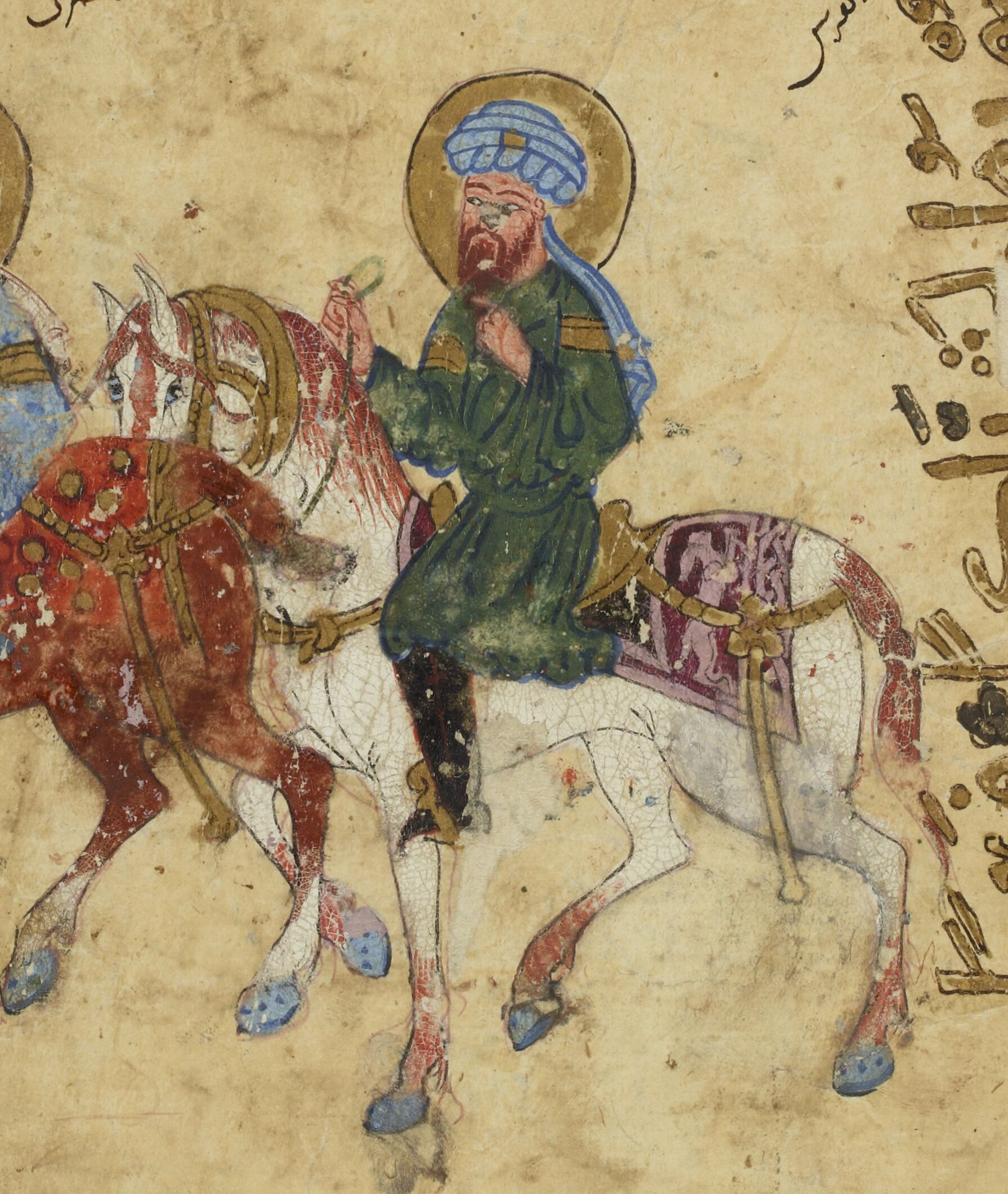
أبو زيد الشخصية الرئيسية في المقامات الحريرية مسافرًا على ظهر حصانه في طريقه إلى مدينة ديار بكر

مقامات الحريري، نظمها محمد الحريري وقام برسم حكايتها يحيى بن محمود الواسطي وتدور حول اِبتزاز المال عن طريق الحيلة من خلال مغامرات بطلها أبي زيدٍ السروجي التي يرويها الحارث بن همام. لغتها مسبوكة متينة، لا تخلو من بعض التصنع وقد اِستعملت مدةً طويلةً في المدارس. الحريري يعتبر من أوائل أُدباء عصر الأدب العربي.
ثاني كتب المقامات شهرة وأجلها أثراً، لم يلق واحد منها ما لقيه من عناية العلماء به، وتنافسِ الأمراء باقتناء نسخه. قال حاجي خليفة: «"كتاب لا يحتاج إلى تعريف لشهرته"»، وقد قال الزمخشريّ في مدحه وهو من معاصري الحريري: «"أقسم بالله وآياته ومشعر الحج وميقاته أن الحريري حريٌّ بأن نَكتُبَ بالتبر مقاماته وهو الكتاب الرابع من كتب المقامات حسب التسلسل التاريخي"»، وترتيبها هي:
1. مقامات بديع الزمان (المتوفى سنة 395 هـ)؛
2. مقامات ابن نباتة (المتوفى سنة 405 هـ)؛
3. مقامات ابن ناقيا (المتوفى سنة 485 هـ)؛
4. مقامات الحريري،

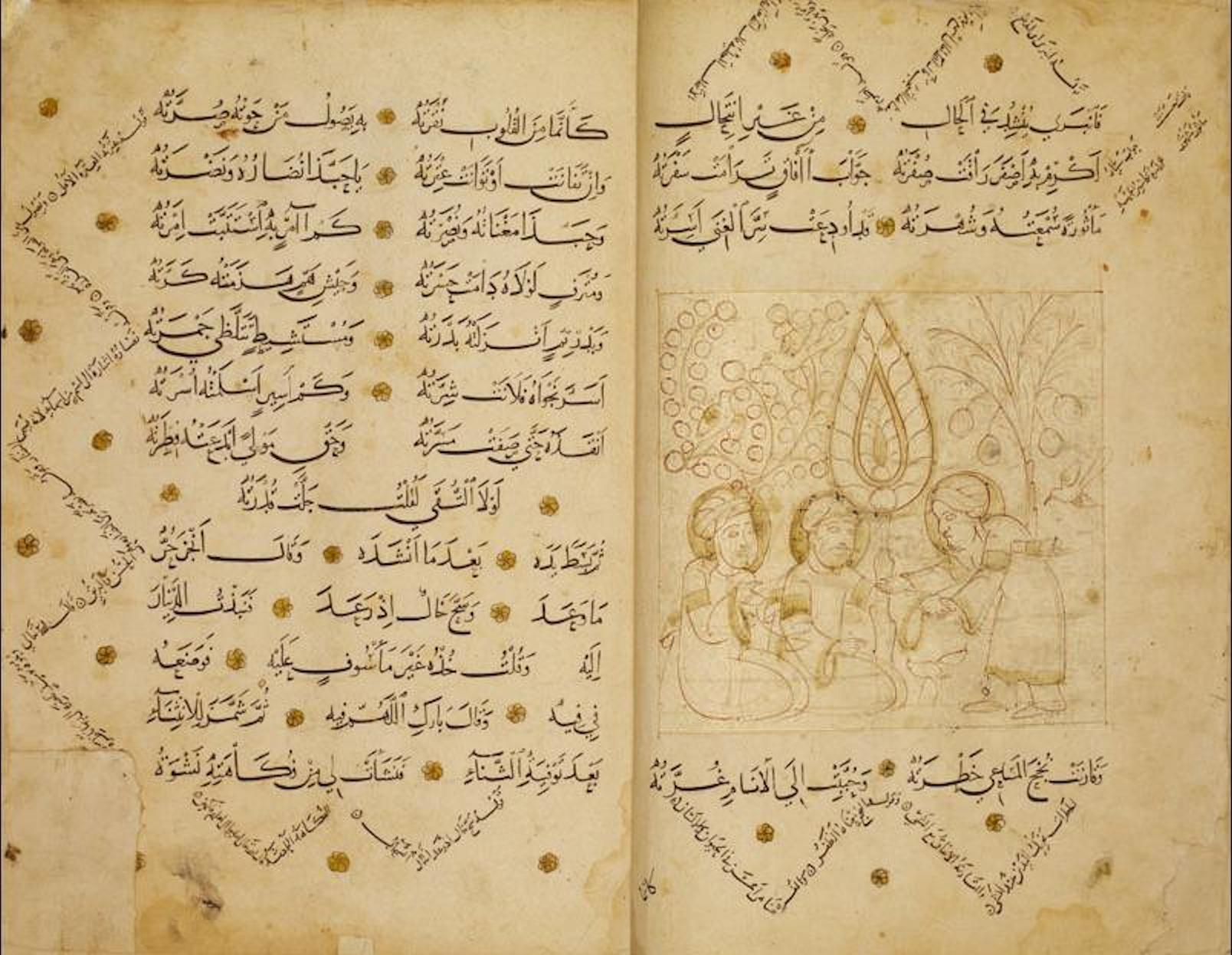
مخطوطة للمقامات الحريرية محفوظة في المكتبة البريطانية

ويضم خمسين مقامة، على غرار مقامات بديع الزمان، جعل الحريري راويها الحارث بن همام البصري، وهو اسم بلا مسمى، وبطلها أبا زيد السروجي وقد اختلف هل هو شخصية حقيقية أم لا، ورد البصرة وكان شيخاً بليغاً وسحر الناس بفصاحته في مسجد بني حرام وهو يسألهم أن يعينوه في فك ولده من أسر الروم. قال الحريري: «"فاجتمع عندي فضلاء وأخبروني بما سمعوه وتعجبوا منه، فأنشأت المقامة الحرامية، ثم بنيت عليها سائر المقامات".» قال ابن الجوزي: وعرض المقامة الحرامية على الوزير أنوشروان فاستحسنها وأمر أن يضيف إليها ما شاكلها فأتمها خمسين مقامة. وعثر ابن خلكان سنة 676 هـ على نسخة منها بخط الحريري، وقرأ فيها أنه ألفها للوزير جلال الدين بن صدقة، وذلك مخالف لما أثبته في ترجمته للحريري من أنه ألفها للوزير أنوشروان بن خالد القاشاني: وزير المسترشد العباسي. 

## شروح مقامات الحريري
لها شروح كثيرة جداً، عدَّ منها حاجي خليفة أربعين شرحاً ونص على أن أجودها شروح أبو العباس الشريشي (المتوفى سنة 619 هـ)، وأضخمها شرح ابن الساعي البغدادي (المتوفى سنة 674 هـ) وهو في خمسة وعشرين مجلداً، وأقدمها: شرح أبي سعيد الحلي تلميذ الحريري، وقد قرأ شرحه عليه.
طبع الكتاب لأولِ مرةٍ في كلكتة من سنة 1809م إلى 1812م، ثم في باريس سنة 1822م بعناية (دي ساسي) مع شروح منتخبة.

## ترجمات مقامات الحريري

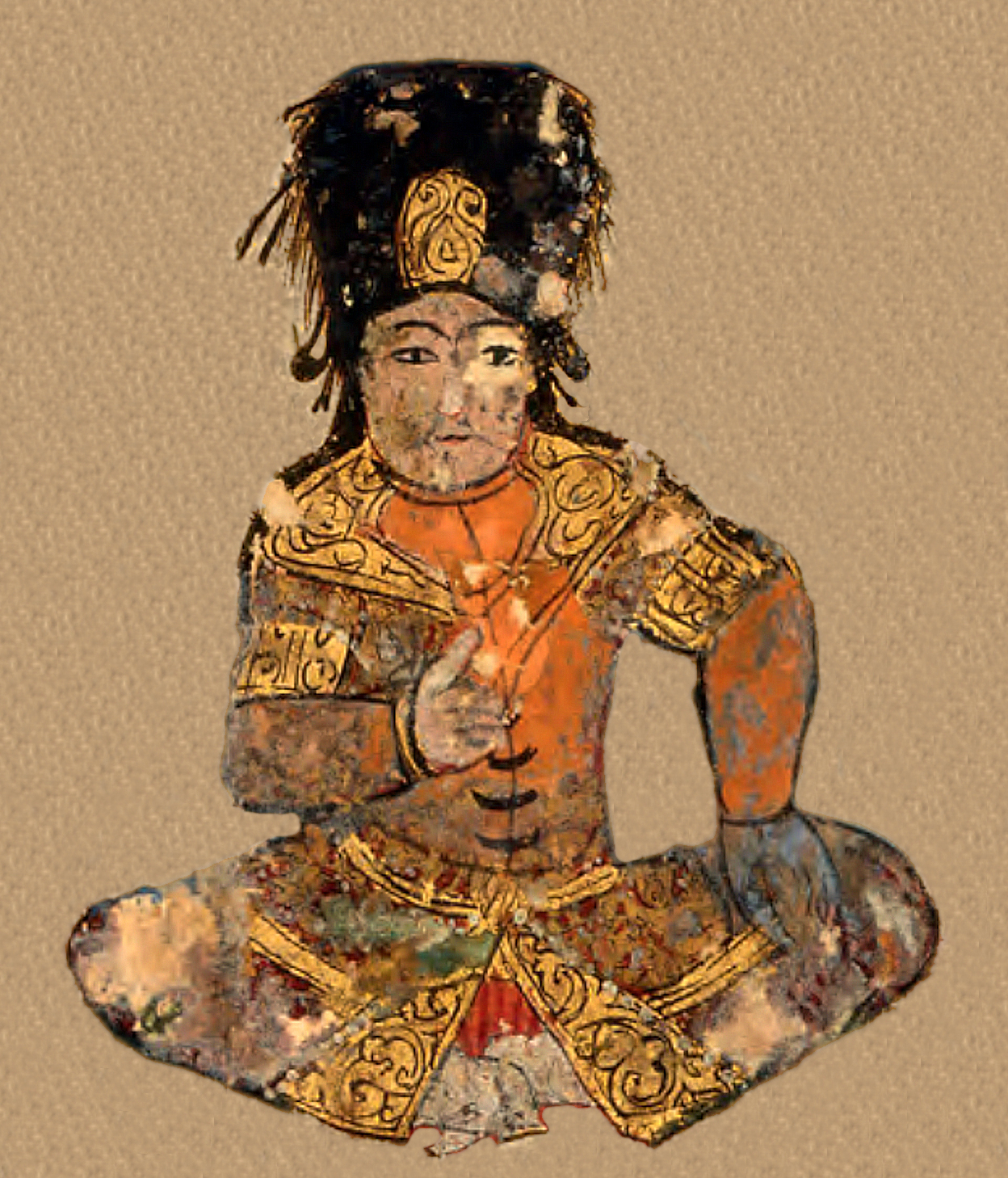
أحد شخصيات المقامات الحريرية من نسخة عام 1237 المصورة

في ألمانيا قام الشاعر الألماني فريدرش روكرت بترجمتها إلى اللغة الألمانية ترجمة حرّة بأسم «تجوال أبي زيد السروجي أو مقامات الحريري. ترجمة شعرية حرّة لفريدرش روكرت» 1826م في إرلنجن, وفي بولاق 1288 هـ. وقد وصلت نسخ منه مزينة بالمنمنمات التي أبدعتها ريشة الفنان يحيى بن محمود الواسطي، فرغ منها في رمضان 634 هـ. وانظر كتاب (الأثر العربي في الفكر اليهودي) إبراهيم موسى هنداوي وفيه فصل المقامات ص129 (وأهم إنتاج أدبي من هذا النوع ما لقيه الشاعر يهوذا الحريزي في القرن الثاني عشر الميلادي ويعتبر إنتاجه أشهر ما أنتج في الأدب العبري . وقد ترجم (مقامات الحريري) إلى العبرية تلبية لرغبة أصدقائه الذين شغفوا بالأدب العربي في طليطلة. وسمى ترجمته (حكايات إيتيئيل) نسبة إلى البطل الذي اختاره لمقاماته بدلاً من الاسم العربي، وقد استعاره من (سفر الأمثال: إصحاح 30) أما كتاب (مقاماته) هو فأهما المقامة (47) ص250 في وصف من لقيهم في أسفاره من يهود المشرق. وفي مقامة أخرى يذكر أسماء شعراء اليهود، وشهرة كل واحد منهم.

## تاريخ مقامات الحريري

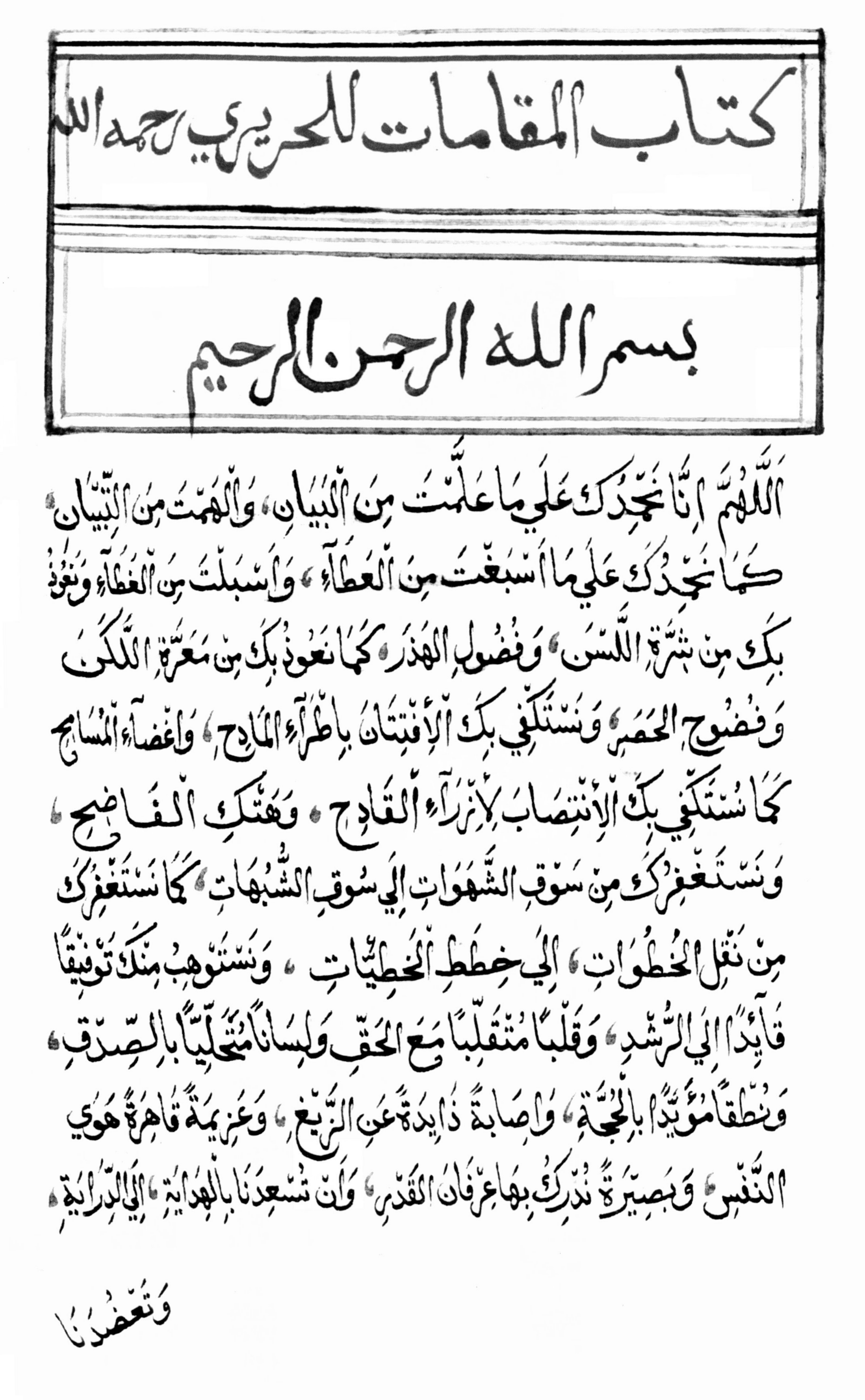
الصفحة الاولى من نسخة غير مصورة تعود إلى عام 1188م من المقامات الحريرية

أما عن تاريخ دخول (مقامات الحريري) إلى المغرب، فقد ذكر أبو عبد الله ابن القاضي عياض في كتابه (التعريف بالقاضي عياض) (ص109) أن بعض أصحابه سمعه يقول: «"لما وصل إلى بلدنا كتاب المقامات للحريري، وكنت لم أرها قبل، لم أنم ليلة طالعتها حتى أكملت جميعها بالمطالعة".», قال محقق الكتاب د. محمد بن شريفة: «"أما في الأندلس فقد أدخلها من أخذها مباشرة عن الحريري"», كما ذكر د. إحسان عباس. إلى ما ذهب إليه رفاعة الطهطاوي من أن فينيلون الفرنسي استفاد كثيراً من مقامات الحريري في كتابه (مواقع الأفلاك في وقائع تيلماك) الذي قام الطهطاوي بترجمته إلى العربية سنة 1849م. وفيها إشارة إلى مقامات علي مبارك، التي سماها باسم بطلها (علم الدين).

## طالع أيضًا
- مقامات بديع الزمان الهمذاني
- المقامات اللزومية
- مقامات الزمخشري

## وصلات خارجية
- الحريري صاحب المقامات